# Чем мы заняты в тени
«Чем мы заняты в тени» (англ. What We Do in the Shadows) — американский комедийный телевизионный сериал в жанре ужасов, основанный на фильме 2014 года «Реальные упыри» Джемейна Клемента и Тайка Вайтити, премьера которого состоялась 27 марта 2019 года на канале FX. В сериале рассказывается о четырёх соседях по дому — вампирах, живущих в Нью-Йорке. В главных ролях снялись Кайван Новак, Мэтт Берри, Наташа Деметриу, Харви Гийен и Марк Прокш.

## Предпосылка
Сюжет сериала «Чем мы заняты в тени» разворачивается на Статен-Айленде и показывает «трех вампиров, которые были соседями по комнате сотни и сотни лет». После неожиданного визита их древнего Князя из Старого Света, они должны найти способ завоевать Статен-Айленд для расы вампиров, прежде чем он проснется от своего сна.

## Актёры и персонажи

### Основные герои
- Кайван Новак в роли Нандора Безжалостного, вампир, некогда бывший воином Оттоманской Империи и считающий себя лидером группы. Ему 759 лет.
- Мэтт Берри в роли Ласло Крейвенворта, английский дворянин-вампир, который был укушен Надей и на данный момент является её мужем. Ему 320 лет.
- Наташа Деметриу в роли Нади, цыганки-вампира, которая является женой Ласло. Тем не менее, она тайно наблюдает за человеком, которого она считает своим реинкарнированным последним любовником. Ей 500 лет.
- Харви Гийен в роли Гильермо, фамильяра Нандора. Он служит своему Мастеру уже 13 лет в надежде когда-нибудь стать вампиром, похожим на киновампира Армана. Но из-за того, что Нандор, хоть и не говорит этого вслух, не желает делать из слуги себе подобного, вынужден выполнять каждую его прихоть и лелеять свою мечту когда-нибудь стать вампиром.
- Марк Прокш в роли Колина Робинсона, 100-летний энергетический вампир, который живёт с этой троицей. В отличие от обычных вампиров, он не проявляет никаких признаков вампиризма за исключением того, что его зрачки иногда светятся, и в отражении он выглядит более бледным. Он питается энергией людей и вампиров, тем самым истощая их и раздражая. Он также не боится дневного света, что позволяет ему свободно бродить днем и ночью (что заставляет нормальных вампиров ревновать к нему)[2].

### Периодические персонажи
- Даг Джонс в роли барона Афанаса, первородного вампира из Старого Света, который считает, что вампиры должны править миром. И Надя, и Ласло (у которых один секрет) имели сексуальные отношения с бароном. Теперь он спит на чердаке в саркофаге и проснется, когда им удастся выполнить свою миссию, но его верному Служителю поручено наблюдать за ними, чтобы убедиться, что они действительно этим занимаются. Ему более 1000 лет.
- Глория Лайно выступает в роли Служителя барона. Она пристально следит за вампирами, чтобы те завоевали Новый Свет, когда её хозяин проснётся. Гильермо замечает, что она словно призрак и слышит «все».
- Бини Фельдстейн в роли Дженны — одной из двух девственников, из клуба ролевых игроков, которых Гильермо заманил для того, чтобы подать их на пир к вампирам. Однако Колин попробовал их раньше, высосав энергию и сделав кровь невкусной. Дженна позже превращается Надей в вампира.
- Джейк МакДорман в роли Джеффа Саклера он же реинкарнация Грегора — духа, который вселяется в живое тело с целью продолжить быть любовником Нади, но обреченый на потерю головы и нескончаемую реинкарнацию.

### Приглашённые актёры
- Мэри Гиллис в роли Джуни — фамильяр Нади и Ласло. Она выглядит тяжело больной старухой и общается хрюканьем; в конце концов она встретила свой конец, когда барон высосал всю её кровь, прибыв на Статен-Айленд.
- Марселин Хьюго в роли Барбары Лазарро, президент Совета Статен-Айленда. Она собиралась стать вампиром, чтобы захватить власть, пока Ласло не оставил кучу мертвых енотов на её пороге, когда он попытался завоевать её доверие, тем самым, шокировав её.
- Ричи Мориарти в роли Дага Петерсона, младшего члена Совета Статен-Айленда. Нандор думает, что если он загипнотизирует его своим «Агентом Хаоса», он заменит Лазарро, чтобы он дал ему контроль над Советом. Но это не удалось, поскольку эта гипотеза привела его в бешенство, изгнав его из Совета.
- Неназванный актёр в роли Шона, сосед по соседству. Он всегда приветствует Ласло, как будто он его лучший друг, Ласло легко гипнотизирует его, чтобы избежать пустой болтовни.
- Ванесса Байер в роли Эви Рассел, коллеги Колина. Она — эмовампир. Она похожа на Колина за исключением того, что питается жалостью к себе, она делает это, придумывая (настоящие или поддельные) очень жалкие истории, чтобы привлечь внимание. Её имя на самом деле звучит как «Е. В.» потому что она не знает своего настоящего.
- Ардж Баркер — Арджан, лидер стаи группы вервольфов Статен-Айленда. Он следует традиции и держит свою группу под контролем, как Нандор. Он также согласен с перемирием между его видом и вампирами (которое было создано в 1993 году), его имя почти совпадает с именем актёра.
- Ханнан Юнис — афро-американка вервольф, входящая в группу Арджана. Ей не нравятся правила Арджана (как и правила Нандора не нравятся Ласло), и она в ярости от Нади, наносящей ей «позорные» оскорбления, и прочих, утверждающих, что все оборотни — коренные американцы.
- Джастин Бигелли в роли Тоби, нового члена команды оборотней. В отличие от своих братьев, он может на самом деле трансформироваться, изображая полную луну, используя свое воображение, чтобы он мог сделать это в любое время.
- Дэнни Трехо в роли Дэнни, члена Совета вампиров.

## Список эпизодов

### Сезон 1 (2019)
| № общий | № в сезоне | Название                                          | Режиссёр        | Автор сценария                                              | Дата премьеры  | Произв. код | Зрители США (млн) |
| --- | ---------- | ------------------------------------------------- | --------------- | ----------------------------------------------------------- | -------------- | ----------- | ----------------- |
| 1 | 1          | «Пилот» «Pilot»                                   | Тайка Вайтити   | Джемейн Клемент                                             | 27 марта 2019  | XWS01001    | 0,617             |
| Вампиры пытаются устроить кровавый пир в честь визита их древнего мастера из Старого Света. |            |                                                   |                 |                                                             |                |             |                   |
| 2 | 2          | «Городской совет» «City Council»                  | Джемейн Клемент | Пол Симмс                                                   | 4 апреля 2019  | XWS01002    | 0,658             |
| Вампиры втягиваются в местную политику Статен-Айленда, планируя первый шаг к мировому господству. |            |                                                   |                 |                                                             |                |             |                   |
| 3 | 3          | «Ссора с оборотнями» «Werewolf Feud»              | Джемейн Клемент | Джош Либ                                                    | 10 апреля 2019 | XWS01004    | 0,305             |
| Вампиры и оборотни Статен-Айленда готовятся к перемирию, а Колин Робинсон завязывает роман с новой сотрудницей. |            |                                                   |                 |                                                             |                |             |                   |
| 4 | 4          | «Ночной клуб в Манхеттене» «Manhattan Night Club» | Джемейн Клемент | Том Шарплинг                                                | 17 апреля 2019 | XWS01003    | 0,439             |
| Вампиры отправляются в Манхэттен, чтобы заключить союз со старым другом, ставшим главарём манхэттенских вампиров. |            |                                                   |                 |                                                             |                |             |                   |
| 5 | 5          | «Управление животными» «Animal Control»           | Джеки ван Бик   | Данкан Саркиз                                               | 24 апреля 2019 | XWS01008    | 0,320             |
| Ласло, прогуливаясь в обличии летучей мыши, оказывается за решёткой службы надзора над животными Статен-Айленда и пытается спастись. Тем временем Надя больше не может сопротивляться возобновлению отношений со своим реинкарнировавшимся возлюбленным Грегором. |            |                                                   |                 |                                                             |                |             |                   |
| 6 | 6          | «Ночная прогулка барона» «Baron's Night Out»      | Джеки ван Бик   | Иэн Моррис                                                  | 1 мая 2019     | XWS01005    | 0,418             |
| Барон просыпается ото сна и требует испытать чудеса Нового Света ночью в городе. |            |                                                   |                 |                                                             |                |             |                   |
| 7 | 7          | «Суд» «The Trial»                                 | Тайка Вайтити   | Джемейн Клемент                                             | 8 мая 2019     | XWS01006    | 0,527             |
| Вампирам предстоит защищаться перед международным вампирским трибуналом, который собрался судить их за проступки. |            |                                                   |                 |                                                             |                |             |                   |
| 8 | 8          | «Гражданство» «Citizenship»                       | Джейсон Уолинер | Стефани Робинсон                                            | 15 мая 2019    | XWS01007    | 0,522             |
| Надя обучает Дженну тому, как найти свою первую жертву, а Нандор подаёт заявление на получение американского гражданства. |            |                                                   |                 |                                                             |                |             |                   |
| 9 | 9          | «Оргия» «The Orgy»                                | Джейсон Уолинер | Марика Сойер                                                | 22 мая 2019    | XWS01009    | 0,434             |
| Вампиры готовятся к вампирской оргии, которую устраивают раз в два года. |            |                                                   |                 |                                                             |                |             |                   |
| 10 | 10         | «Наследие» «Ancestry»                             | Тайка Вайтити   | Джемейн Клемент, Стефани Робинсон, Том Шарплинг и Пол Симмс | 29 мая 2019    | XWS01010    | 0,427             |
| Нандор навещает одного из своих живых потомков, а Надя встречает восставшего из мёртвых своего бывшего любовника. |            |                                                   |                 |                                                             |                |             |                   |

### Сезон 2 (2020)
| № общий | № в сезоне | Название                                          | Режиссёр        | Автор сценария                            | Дата премьеры  | Произв. код | Зрители США (млн) |
| --- | ---------- | ------------------------------------------------- | --------------- | ----------------------------------------- | -------------- | ----------- | ----------------- |
| 11 | 1          | «Воскрешение» «Resurrection»                      | Кайл Ньюачек    | Марика Сойер                              | 15 апреля 2020 | XWS02001    | 0,537             |
| Новый фамильяр Нади и Ласло доставляет проблемы для Гильермо, а вампиры прибегают к услугам местного некроманта.                                               |            |                                                   |                 |                                           |                |             |                   |
| 12 | 2          | «Призраки» «Ghosts»                               | Кайл Ньюачек    | Пол Симмс                                 | 15 апреля 2020 | XWS02003    | 0,409             |
| Вампиры проводят сеанс, чтобы справиться с нашествием призраков, что приводит к их ещё большему распространению.                                               |            |                                                   |                 |                                           |                |             |                   |
| 13 | 3          | «Мозги всмятку» «Brain Scramblies»                | Кайл Ньюачек    | Джейк Бендер и Зак Данн                   | 22 апреля 2020 | XWS02002    | 0,566             |
| Вампиры приходят на первую человеческую вечеринку по случаю Супербоула, а Гильермо во время поиск девственниц обнаруживает смертельную угрозу.                 |            |                                                   |                 |                                           |                |             |                   |
| 14 | 4          | «Проклятие» «The Curse»                           | Лиза Джонсон    | Сара Нафталис                             | 29 апреля 2020 | XWS02004    | 0,618             |
| Вампиры опасаются, что они подверглись электронному проклятию, а Гильермо пытается предотвратить смертельную угрозу своим хозяевам.                            |            |                                                   |                 |                                           |                |             |                   |
| 15 | 5          | «Колин получает повышение» «Colin's Promotion»    | Джемейн Клемент | Шана Год                                  | 6 мая 2020     | XWS02005    | 0,378             |
| Колина Робинсона получает повышение на работе, и его новая сила угрожает балансу сил в доме вампиров.                                                          |            |                                                   |                 |                                           |                |             |                   |
| 16 | 6          | «В бегах» «On the Run»                            | Яна Горская     | Стефани Робинсон                          | 13 мая 2020    | XWS02007    | 0,436             |
| Ласло покидает свой дом после появления врага, желающего отомстить, и скрывается, чтобы избежать верной смерти.                                                |            |                                                   |                 |                                           |                |             |                   |
| 17 | 7          | «Возвращение» «The Return»                        | Джемейн Клемент | Джемейн Клемент                           | 20 мая 2020    | XWS02006    | 0,377             |
| Вампиры предоставляют убежище своему старому заклятому врагу, которому в жизни не повезло.                                                                     |            |                                                   |                 |                                           |                |             |                   |
| 18 | 8          | «Творческий союз» «Collaboration»                 | Яна Горская     | Сэм Джонсон и Крис Марсел                 | 27 мая 2020    | XWS02008    | 0,443             |
| Старый фамильяр Нандора из 1970-х возвращается на Статен-Айленд; Гильермо уходит служить новому хозяину; Надя и Ласло возобновляют свой музыкальный спектакль. |            |                                                   |                 |                                           |                |             |                   |
| 19 | 9          | «Ведьмы» «Witches»                                | Кайл Ньюачек    | Уильям Мени                               | 3 июня 2020    | XWS02009    | 0,433             |
| Нандора и Ласло похищает ковен ведьм, а остальные отправляются в Бруклин, чтобы спасти их.                                                                     |            |                                                   |                 |                                           |                |             |                   |
| 20 | 10         | «Вампирский театр» «Nouveau Théâtre des Vampires» | Кайл Ньюачек    | Сэм Джонсон, Стефани Робинсон и Пол Симмс | 10 июня 2020   | XWS02010    | 0,406             |
| Вампиры пытаются выжить без Гильермо во время эксклюзивного мероприятия в социальном календаре вампиров.                                                       |            |                                                   |                 |                                           |                |             |                   |

### Сезон 3 (2021)
| № общий                                                                                | № в сезоне | Название                                         | Режиссёр     | Автор сценария                                          | Дата премьеры    | Произв. код | Зрители в США (млн) |
| -------------------------------------------------------------------------------------- | ---------- | ------------------------------------------------ | ------------ | ------------------------------------------------------- | ---------------- | ----------- | ------------------- |
| 21                                                                                     | 1          | «Заключённый» «The Prisoner»                     | Кайл Ньюачек | Пол Симс                                                | 2 сентября 2021  | XWS03001    | 0,498               |
| Судьба Гильермо висит на волоске, поскольку вампиры получают повышение.                |            |                                                  |              |                                                         |                  |             |                     |
| 22                                                                                     | 2          | «Мантия дублирования» «The Cloak of Duplication» | Яна Горская  | Сэм Джонсон и Крис Марсель                              | 2 сентября 2021  | XWS03002    | 0,448               |
| Нандор использует запрещённый артефакт, чтобы поухаживать за сотрудницей фитнес-клуба. |            |                                                  |              |                                                         |                  |             |                     |
| 23                                                                                     | 3          | «Гейл» «Gail»                                    | Кайл Ньюачек | Марика Сойер                                            | 9 сентября 2021  | XWS03003    | 0,311               |
| Былое величие возвращается и возрождается древнее транспортное средство.               |            |                                                  |              |                                                         |                  |             |                     |
| 24                                                                                     | 4          | «Казино» «The Casino»                            | Яна Горская  | Сара Нафталис                                           | 16 сентября 2021 | XWS03004    | 0,462               |
| Вампиры отправляются в путешествие, из которого они могут никогда не вернуться.        |            |                                                  |              |                                                         |                  |             |                     |
| 25                                                                                     | 5          | «Судебная палата» «The Chamber of Judgement»     | Кайл Ньюачек | Уильям Мени                                             | 23 сентября 2021 | XWS03005    | 0,399               |
| Справедливость восторжествовала, как в суде вампиров, так и в суде по мелким искам.    |            |                                                  |              |                                                         |                  |             |                     |
| 26                                                                                     | 6          | «Побег» «The Escape»                             | Яна Горская  | Джейк Бендер и Зак Данн                                 | 30 сентября 2021 | XWS03006    | 0,416               |
| Древний монстр вырывается на свободу и угрожает существованию всех вампиров повсюду.   |            |                                                  |              |                                                         |                  |             |                     |
| 27                                                                                     | 7          | «The Siren» «Сирена»                             | Яна Горская  | Шана Год                                                | 7 октября 2021   | XWS03007    | 0,326               |
| Два путешественника потерпели кораблекрушение, а кукла сбегает из дома.                |            |                                                  |              |                                                         |                  |             |                     |
| 28                                                                                     | 8          | «Оздоровительный центр» «The Wellness Center»    | Яна Горская  | Стефани Робинсон                                        | 14 октября 2021  | XWS03008    | 0,287               |
| Нандора просят отказаться от вампиризма и вести здоровый образ жизни.                  |            |                                                  |              |                                                         |                  |             |                     |
| 29                                                                                     | 9          | «Прощание» «A Farewell»                          | Тиг Фонг     | Сэм Джонсон, Стефани Робинсон, Марика Сойер и Пол Симмс | 21 октября 2021  | XWS03009    | 0,272               |
| У Колина день рождения и он прощается с обличием вампира.                              |            |                                                  |              |                                                         |                  |             |                     |
| 30                                                                                     | 10         | «Портрет» «The Portrait»                         | Яна Горская  | Сэм Джонсон и Стефани Робинсон, Пол Симмс и Лорен Уэллс | 28 октября 2021  | XWS03010    | 0,375               |
| Соседи по дому скорбят о потере одного из вампиров.                                    |            |                                                  |              |                                                         |                  |             |                     |

### Сезон 4 (2022)
| № общий | № в сезоне | Название                                     | Режиссёр       | Автор сценария                                        | Дата премьеры   | Произв. код | Зрители в США (млн) |
| ------- | ---------- | -------------------------------------------- | -------------- | ----------------------------------------------------- | --------------- | ----------- | ------------------- |
| 31      | 1          | «Воссоединение» «Reunited»                   | Яна Горская    | Стефани Робинсон и Пол Симмс                          | 12 июля 2022    | XWS04001    | 0.504               |
| 32      | 2          | «Светильник» «The Lamp»                      | Яна Горская    | Уолли Барам и Аашия ЛяШей Баллок                      | 12 июля 2022    | XWS04002    | 0.385               |
| 33      | 3          | «Торжественное открытие» «The Grand Opening» | Кайл Ньюачек   | Сэм Джонсон и Крис Марсель                            | 19 июля 2022    | XWS04003    | 0.234               |
| 34      | 4          | «Ночной рынок» «The Night Market»            | Яна Горская    | Уильям Мени и Пол Симмс                               | 26 июля 2022    | XWS04004    | TBA                 |
| 35      | 5          | «Частная школа» «Private School»             | Кайл Ньюачек   | Айо Эдебири и Шана Голд                               | 2 августа 2022  | XWS04005    | TBA                 |
| 36      | 6          | «Свадьба» «The Wedding»                      | Тиг Фонг       | Сэм Джонсон , Сара Нафталис, Пол Симмс и Марика Сойер | 9 августа 2022  | XWS04006    | TBA                 |
| 37      | 7          | «Сосновые боры» «Pine Barrens»               | Кайл Ньюачек   | Сара Нафталис                                         | 16 августа 2022 | XWS04007    | TBA                 |
| 38      | 8          | «Переверни себя» «Go Flip Yourself»          | Яна Горская    | Марика Сойер                                          | 23 августа 2022 | XWS04008    | TBA                 |
| 39      | 9          | «Фредди» «Freddie»                           | ДиДжей Стипсен | Джейк Бендер и Зак Данн                               | 30 августа 2022 | XWS04009    | TBA                 |
| 40      | 10         | «Восход, закат» «Sunrise, Sunset»            | Кайл Ньюачек   | Пол Симмс                                             | 6 сентября 2022 | XWS04010    | TBA                 |

### Сезон 5 (2023)
| № общий | № в сезоне | Название                                                     | Режиссёр     | Автор сценария                                                 | Дата премьеры   | Произв. код | Зрители в США (млн) |
| ------- | ---------- | ------------------------------------------------------------ | ------------ | -------------------------------------------------------------- | --------------- | ----------- | ------------------- |
| 41      | 1          | «Торговый центр» «The Mall»                                  | Яна Горская  | Марика Сойер                                                   | 13 июля 2023    | XWS05001    | TBA                 |
| 42      | 2          | «Ночь с ребятами» «A Night Out with the Guys»                | Кайл Ньюачек | Пол Симмс                                                      | 13 июля 2023    | XWS05002    | TBA                 |
| 43      | 3          | «Парад гордости» «Pride Parade»                              | Яна Горская  | Джейк Бендер и Зак Данн                                        | 20 июля 2023    | XWS05003    | TBA                 |
| 44      | 4          | «Кампания» «The Campaign»                                    | Яна Горская  | Макс Брокман и Шана Голд                                       | 27 июля 2023    | XWS05004    | TBA                 |
| 45      | 5          | «Местные новости» «Local News»                               | Яна Горская  | Сара Нафталис                                                  | 3 августа 2023  | XWS05005    | TBA                 |
| 46      | 6          | «Неотложная помощь» «Urgent Care»                            | Яна Горская  | Сэм Джонсон и Крис Марсель                                     | 10 августа 2023 | XWS05006    | TBA                 |
| 47      | 7          | «Гибридные существа» «Hybrid Creatures»                      | Кайл Ньюачек | Джереми Левик и Раджат Суреш                                   | 17 августа 2023 | XWS05007    | TBA                 |
| 48      | 8          | «Жаркое» «The Roast»                                         | Тиг Фонг     | Сара Нафталис и Лорен Уэллс                                    | 24 августа 2023 | XWS05008    | TBA                 |
| 49      | 9          | «Выходные в поместье Морриган» «A Weekend at Morrigan Manor» | Кайл Ньюачек | Уильям Мени и Пол Симмс                                        | 31 августа 2023 | XWS05009    | TBA                 |
| 50      | 10         | «Выездное интервью» «Exit Interview»                         | Тиг Фонг     | Джейк Бендер, Зак Данн, Сэм Джонсон, Сара Нафталис и Пол Симмс | 31 августа 2023 | XWS05010    | TBA                 |

### Сезон 6 (2024)
| № общий | № в сезоне | Название                                                                | Режиссёр   | Автор сценария                                  | Дата премьеры   | Произв. код | Зрители в США (млн) |
| ------- | ---------- | ----------------------------------------------------------------------- | ---------- | ----------------------------------------------- | --------------- | ----------- | ------------------- |
| 51      | 1          | «Возвращение Джерри» «The Return of Jerry»                              | Неизвестно | Пол Симмс                                       | 21 октября 2024 | XWS06001    | TBA                 |
| 52      | 2          | «Охота за головами» «Headhunting»                                       | Неизвестно | Джейк Бендер Зак Данн Сэм Джонсон Сара Нафталис | 21 октября 2024 | XWS06002    | TBA                 |
| 53      | 3          | «Сонный гипноз» «Sleep Hypnosis»                                        | Неизвестно | Неизвестно                                      | 21 октября 2024 | XWS06002    | TBA                 |
| 54      | 4          | «Железная дорога» «The Railroad»                                        | Неизвестно | Неизвестно                                      | 28 октября 2024 | XWS06002    | TBA                 |
| 55      | 5          | «Армия Нандора» «Nandor's Army»                                         | Неизвестно | Неизвестно                                      | 4 ноября 2024   | XWS06002    | TBA                 |
| 56      | 6          | «Отец Лазло» «Laszlo's Father»                                          | Неизвестно | Неизвестно                                      | 11 ноября 2024  | XWS06002    | TBA                 |
| 57      | 7          | «Мартовское безумие» «March Madness»                                    | Неизвестно | Неизвестно                                      | 18 ноября 2024  | XWS06002    | TBA                 |
| 58      | 8          | «Частный детектив под прикрытием: Нью-Йорк» «P.I. Undercover: New York» | Неизвестно | Неизвестно                                      | 25 ноября 2024  | XWS06002    | TBA                 |
| 59      | 9          | «Выходи и играй» «Come Out and Play»                                    | Неизвестно | Неизвестно                                      | 2 декабря 2024  | XWS06002    | TBA                 |
| 60      | 10         | «Продвижение» «The Promotion»                                           | Неизвестно | Неизвестно                                      | 9 декабря 2024  | XWS06002    | TBA                 |
| 61      | 11         | «Финал» «The Finale»                                                    | Неизвестно | Неизвестно                                      | 16 декабря 2024 | XWS06002    | TBA                 |

## Съёмки
22 января 2018 года было объявлено, что FX дал заказ на производство пилотной серии. Пилот был написан Джемейном Клементом в соавторстве с Тайка Вайтити, которые также являются исполнительными продюсерами наряду со Скоттом Рудиным, Полом Симмсом, Гарреттом Башем и Илаем Бушем. 3 мая 2018 года было объявлено, что FX объявил о заказе на первый сезон, состоящий из десяти эпизодов, премьера которого была запланирована на 2019 год. 4 февраля 2019 года во время ежегодного зимнего пресс-тура Ассоциации телевизионных критиков было объявлено, что премьера сериала состоится 27 марта 2019 года.
Наряду с объявлением о заказе пилота, было подтверждено, что Кайван Новак, Мэтт Берри, Наташа Деметриу и Харви Гиллен сыграют главные роли в пилоте. 7 февраля 2018 года было объявлено, что Даг Джонс, Бини Фельдстейн, Джейк МакДорман и Марк Прокш будут исполнять роли в пилоте, которые потенциально могут повториться, если производство получит серийный заказ. 11 апреля 2018 года стало известно, что Хейден Сзето будет играть в пилоте.
Съёмки проходили с 22 октября по 18 декабря 2018 года в Торонто, Онтарио.

## Релиз и оценки
31 октября 2018 года была выпущена серия рекламных роликов для этого сериала. 10 января 2019 года был выпущен ещё один тизер-трейлер. 4 февраля 2019 года был выпущен официальный трейлер сериала. Для второго сезона FX обновил сериал о вампирах «Что мы делаем в тени».
7 октября 2018 года сериал провел презентацию на ежегодном Нью-Йоркском комикконе, который вёл Алан Сепинволл из Rolling Stone и в котором участвовали соавторы Тайка Вайтити и Джемейн Клемент, а также их коллега-продюсер Пол Симмс. Перед началом презентации первый эпизод серии был показан зрителям. Мировая премьера этого сериала состоялась во время кинофестиваля «С Юга на Юго-запад» в Остине, штат Техас, в 2019 году в рамках фестиваля сериалов «Эпизодические премьеры».
На агрегаторе рецензий Rotten Tomatoes рейтинг одобрения этого сериала составляет 94 %, на основании 70 обзоров средний балл которых 7,8 из 10. Критический консенсус на сайте гласит: «Восхитительно абсурдно и смехотворно весело», «Реальные вампиры», раскрывает вампирические знания фильма и находит свежую перспективу в его очаровательном, беззаботном актёрском составе, создавая сериал, достойный вашего внимания". По Metacritic средневзвешенная оценка составляет 80 из 100, основываясь на 28 критиках, что указывает на «в целом благоприятный обзор».
Рейтинги
| No. | Название        | Дата выхода    | Рейтинг (18-49) | Просмотры (в миллионах) | DVR (18-49) | DVR просмотров (в миллионах) | Всего (18-49) | Всего просмотров (в миллионах) |
| --- | --------------- | -------------- | --------------- | ----------------------- | ----------- | ---------------------------- | ------------- | ------------------------------ |
| 1   | «Pilot»         | March 27, 2019 | 0.2             | 0.617                   | 0.4         | 0.938                        | 0.6           | 1.556                          |
| 2   | «City Council»  | April 3, 2019  | 0.3             | 0.658                   | TBD         | TBD                          | TBD           | TBD                            |
| 3   | «Werewolf Feud» | April 10, 2019 | 0.1             | 0.305                   | TBD         | TBD                          | TBD           | TBD                            |